# Blechum grandiflorum
Blechum grandiflorum là một loài thực vật có hoa trong họ Ô rô. Loài này được Oerst. mô tả khoa học đầu tiên năm 1854.